# 신아사히정
신아사히정(新旭町)은 시가현 다카시마군에 설치되었던 정이다.
현재는 합병에 의해 다카시마 시가 되고 있으며, 마을 이름은 다카시마시 신아사히정○○로 남아있다.

## 역사
- 1955년 1월 1일 - 신기촌, 아이바촌이 합병해 성립하였다.
- 2005년 1월 1일 - 마키노정, 이마즈정, 구쓰키촌, 다카시마정, 아도가와정과 합병해 다카시마시가 성립하였다. 동일 신아사히정은 폐지되었다.

## 교통

### 철도
- 서일본 여객철도 고세이 선

### 도로
- 국도 161호선